# Liophis andinus
Liophis andinus este o specie de șerpi din genul Liophis, familia Colubridae, descrisă de Dixon 1983. Conform Catalogue of Life specia Liophis andinus nu are subspecii cunoscute.